# Självbränning

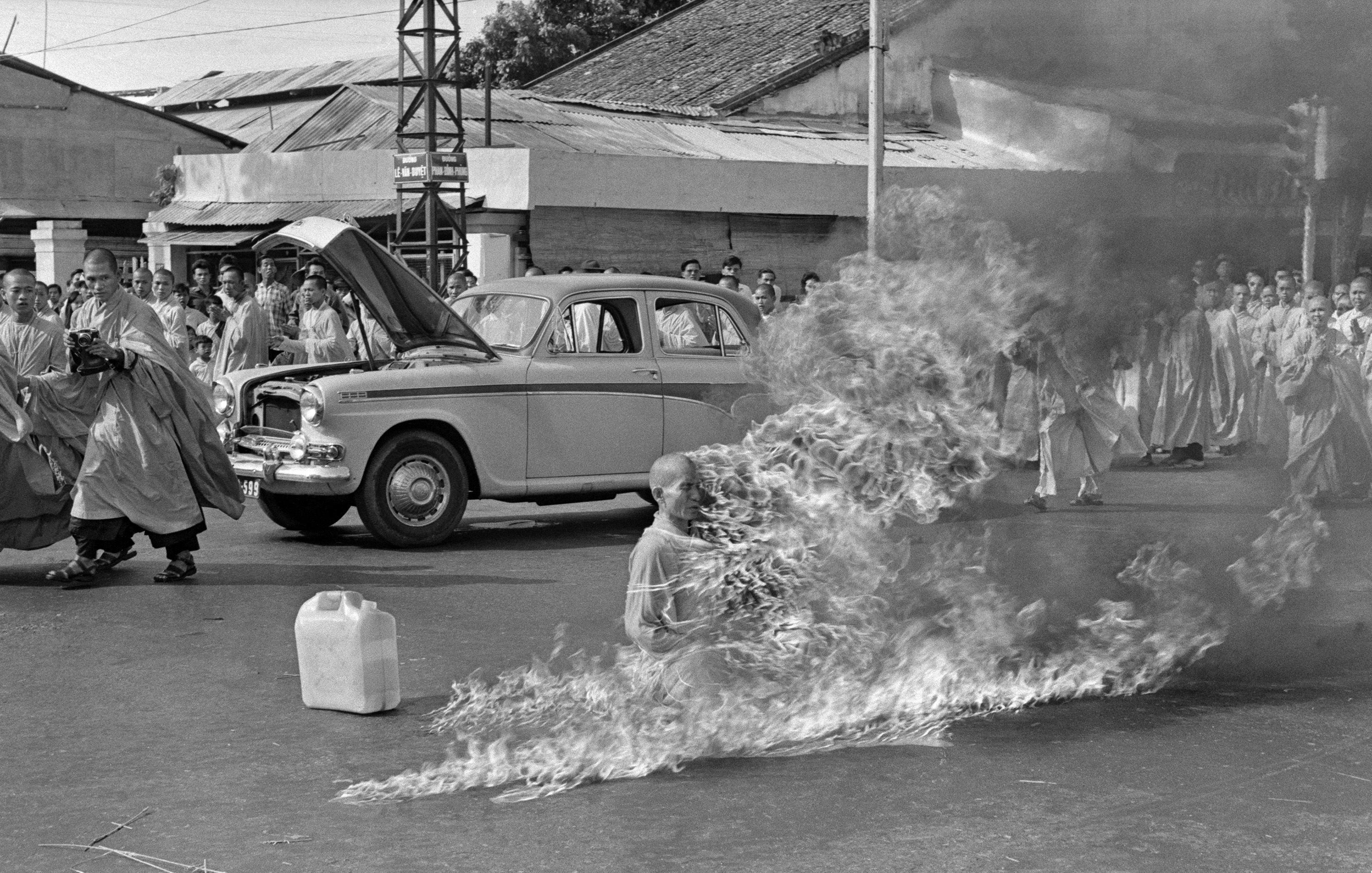
Thích Quảng Đức tände eld på sig själv 1963 i protest mot förtryck av den buddhistiska religionen.

Självbränning eller självimmolation är en handling där en människa avsiktligt tänder eld på sig själv. Självbränning utförs vanligtvis av politiska eller religiösa skäl, ofta som en form av icke-våldsprotest eller i martyrdåd. Seden är känd sedan urminnes tider, men förekommer också som protestmetod i modern tid.

## Uppmärksammade fall
Följande personer avled till följd av självbränning:
- Aaron Bushnell, Washington USA, 2024
- Wynn Bruce, Washington USA, 2022[1]
- David Buckel, USA 2018
- Minoo Sarvi, Trelleborg, 25 maj 2016[2][3][4][5][6]
- Lars Carlander, f.d. Lars-Inge Svartenbrandt, Sverige, 16 maj 2016[7][8][9]
- Mohammed Bouazizi, Tunisien, 17 december 2010, och andra liknande incidenter under arabiska våren
- Alfredo Ormando, Sicilien 1998
- Per-Axel Arosenius, Sverige, 1981
- Oleksa Hirnyk, Ukraina, 1978
- Jan Palach, Tjeckoslovakien 1969
- Ryszard Siwiec, Polen 1968
- Thích Quảng Đức, Sydvietnam, 1963

Dessutom har en rad självbränningar utan dödlig utgång inträffat, bland annat i Sverige.